# Факундо Гарсія
Факундо Гарсія (ісп. Facundo García, нар. 16 грудня 1999, Олаваррія) — аргентинський футболіст, півзахисник іспанського клубу «Валенсія Месталья».

## Ігрова кар'єра
Вихованець футбольної школи клубу «Олімпо». Дорослу футбольну кар'єру розпочав 2018 року в основній команді того ж клубу.
Того ж року молодого захисника запросив до своїх лав іспанський «Леганес», який відразу ж віддав його для здобуття ігрової практики до кіпрського клубу АЕК (Ларнака).
2020 року також на умовах оренди продовжив виступи в команді «Валенсія Месталья».